# Ferdinand Fränzl

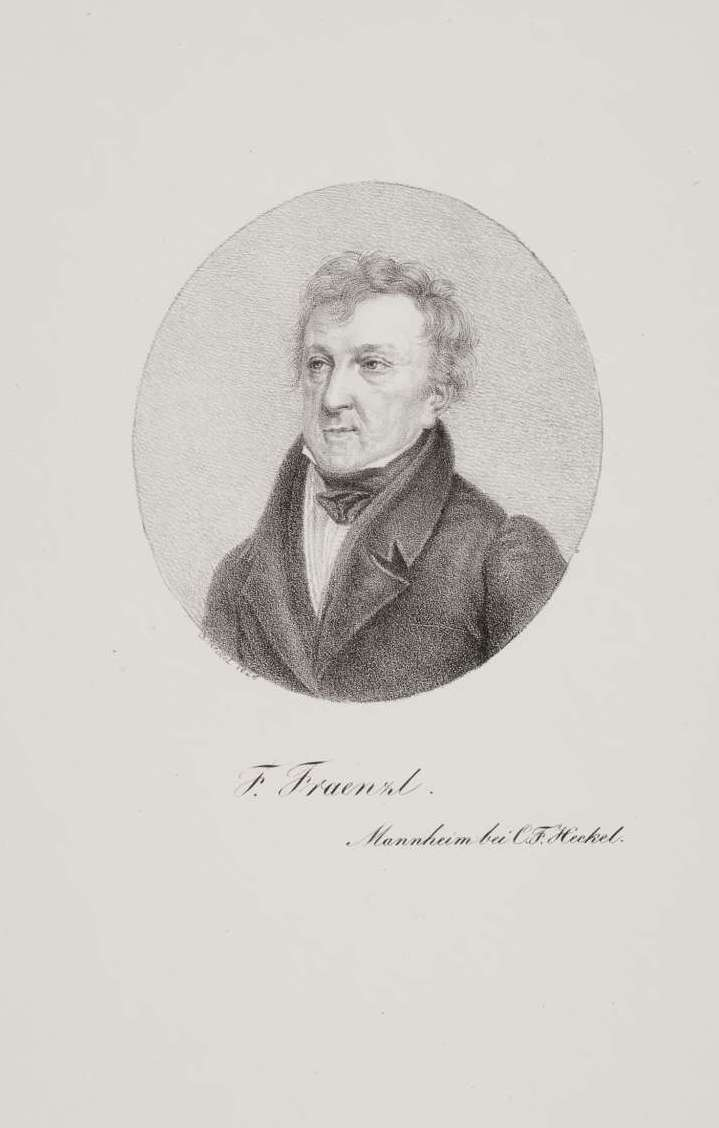
Bildnis Ferdinand Fraenzl (Ignaz Joseph)

Ferdinand Ignaz Joseph Fränzl (* 24. Mai 1767 in Schwetzingen; † 27. Oktober 1833 in Mannheim) war ein deutscher Geiger, Komponist, Dirigent, Opernregisseur, Konzertmeister und Musikdirektor.
Ferdinand Fränzl war Vertreter der dritten Generation der sogenannten Mannheimer Schule und 1811 Mitbegründer der Musikalischen Akademie. 1825 wurde ihm der Titel Königlicher Bairischer Capellmeister verliehen.

## Werdegang
Ferdinand Fränzl wurde 1767 in Schwetzingen, der Sommerresidenz des Kurfürsten Karl Theodor von der Pfalz, geboren. Seine Eltern waren Ignaz Fränzl (1736–1811) und Antonia Sibilla de la Motte. Schon mit fünf Jahren begann der Violinunterricht beim Vater und bereits zwei Jahre später, mit nur sieben Jahren, debütierte er als Solist auf einem Hofkonzert in Mannheim vor dem Kurfürsten.
1782 wurde er als Violinist bei der Kurfürstlichen Hofmusik zu Mannheim angestellt und begab sich 1785 mit seinem Vater auf eine Konzertreise durch Deutschland, dabei besuchte er auch den Münchner Hof. Einen längeren Aufenthalt in Straßburg benutzte er, um Unterricht in Komposition und Kontrapunkt bei Franz Xaver Richter und Ignaz Pleyel zu nehmen. Die beiden, so unterschiedlich sie auch waren, bildeten ein gutes Lehrerpaar für den jungen Fränzl. Richter, wahrscheinlich bereits Lehrer von Ferdinand Fränzls Vater, war ein konservativer Kontrapunktist der alten Schule, der für seine geistliche Musik weithin anerkannt war. Pleyel war ein Haydn-Schüler und bereits ein erfolgreicher, renommierter und moderner Komponist von Kammermusik und Sinfonien. Fränzl fügte seiner musikalischen Ausbildung 1787 in Paris und 1788 in Bologna schließlich einen internationalen Touch hinzu.
1789 wurde er zum Konzertmeister des Münchner Hoforchesters ernannt, Nachfolger des Mannheimer Hoforchesters. 1790 ging er nach Italien, trieb in Bologna Kompositionsstudien bei Padre Stanislao Mattei und konzertierte in Rom, Neapel und Palermo. 1792 nach Deutschland zurückgekehrt übernahm er das Amt des Konzertmeisters am Frankfurter Nationaltheater. Zudem hatte er seit 1794/95 einige Jahre die Leitung der Bernardschen Privatkapelle in Offenbach am Main, sowie der dortigen Liebhaberkonzerte. 1799 führten ihn ausgedehnte Konzertreisen nach London, Hamburg und Wien, dann 1803 durch Polen nach Russland, wo er bis 1806 verweilte.
1806 trat er die Nachfolge von Carl Cannabich als Musikdirektor des Münchner Hoforchesters an. Seine erfolgreiche amtliche Stellung wurde unterbrochen durch Kunstreisen nach Frankreich, Holland, Deutschland und Italien. 1811 war Fränzl Mitbegründer der Musikalischen Akademie. 1824 legte er die Direktion der Oper in München nieder und behielt nur die Leitung der Hofkapelle. Im Dezember 1825 zum königl. bayerischen Kapellmeister ernannt, ließ er sich 1827 pensionieren und ging nach Genf, wo er seinen Lebensabend verbrachte. Sein Nachfolger als Hofkapellmeister in München wurde der Schweizer Joseph Hartmann Stuntz. 1831 nach Mannheim zurückgekehrt ist Fränzl am 27. Oktober 1833 verstorben.
Ferdinand Fränzl war verheiratet mit Johanna Ewald aus Offenbach am Main, die Ehe blieb kinderlos.

## Werke (Auswahl)
Ferdinand Fränzl komponierte u. a.
8 Concerte (Op. 2. 3. 5. 6. 7. 8. 12 und 16), eine concertirende Sinfonie für 2 Violinen (Op. 4), 4 Concertinos (Op. 13. 20. 24 und 32), Variationen, Duos etc. Außerdem schrieb er 9 Quartette und 6 Trios für Streichinstrumente, mehrere Ouvertüren und eine Sinfonie für Orchester, sowie 2 Sammlungen französischer, deutscher und italienischer Romanzen und Lieder.
Von seinen Opern sind zu erwähnen:
Die Luftbälle (Straßburg 1788), Adolph und Clara (1800), Carlo Fioras (München 1810), Hadrian Barbarossa (München 1815) und Der Faßbinder (München 1825).

## Kritik
Der deutsche Geiger und Komponist Louis Spohr, sicherlich ein kompetenter Richter in Musikfragen, traf Ferdinand Fränzl während einer Konzertreise nach Russland. Trotz einiger schwacher Versuche, höflich zu loben, war Spohrs Eindruck von Fränzl überwiegend negativ.

„Nach dem Urtheil von Zeitgenossen spielte er mit Geschmack, großer Reinheit und vorzüglicher Beherrschung der Technik; insbesondere soll er durch lieblichen Vortrag der Cantilene geglänzt haben. Dagegen wird sein Stil und Ton als klein, seine Bogenführung als nicht tadellos bezeichnet.“